# Shikama (Miyagi)
Shikama (色麻町 Shikama-chō?) es un pueblo localizado en la prefectura de Miyagi, Japón. En octubre de 2018 tenía una población de 6.850 habitantes y una densidad de población de 62,7 personas por km². Su área total es de 109,28 km².

## Geografía

### Municipios circundantes
- Prefectura de Miyagi
  - Sendai
  - Ōsaki
  - Kami
  - Taiwa
  - Ōhira
- Prefectura de Yamagata
  - Obanazawa

## Demografía
Según datos del censo japonés, la población de Shikama ha disminuido en los últimos años.
| Año del censo | Población |
| ------------- | --------- |
| 1995          | 8.463     |
| 2000          | 8.162     |
| 2005          | 7.856     |
| 2010          | 7.431     |
| 2015          | 7.238     |